# Yvonne Useldinger
Yvonne Hostert épouse Useldinger (née le 6 novembre 1921 à Steinfort, morte le 11 février 2009 à Esch-sur-Alzette) est une femme politique luxembourgeoise et résistante au nazisme.

## Biographie
Yvonne Hostert est la fille d’un métallurgiste de Differdange où elle grandit et rejoint la Jeunesses socialistes en 1937. Elle est la plus jeune oratrice lors du meeting de protestation dans la campagne du référendum contre la « loi muselière » le 30 mai 1937 à Esch-sur-Alzette. En 1938, comme son père, elle devient membre du Parti communiste luxembourgeois (PCL). En 1940, elle épouse Arthur Useldinger, l'un des dirigeants du KPL et de la résistance luxembourgeoise. En 1941, elle est arrêtée pour la première fois par la Gestapo, mais est libérée faute de preuves. Un an plus tard, elle est de nouveau arrêtée, alors qu'elle est sur le point d'accoucher, avec ses parents Alfons et Katharina Hostert et son frère Walter. Sa fille Fernande naît dans la prison de Trèves. Fin juin 1943, elle est déportée au camp de concentration de Ravensbrück, où elle fera partie de la résistance intérieure du camp.
Son père est envoyé au camp de concentration de Hinzert puis au camp de concentration de Mauthausen, son frère au camp de concentration de Dachau. Seule sa mère est libérée de prison et s'occupe de sa petite-fille.
Yvonne Useldinger est emmenée en décembre 1944 du camp de concentration de Ravensbrück dans l'entrepôt construit à proximité immédiate par le groupe Siemens en 1942. Comme plus de 2 000 femmes, elle est contrainte de travailler, principalement enrouler des bobines et construire des relais et des téléphones. Peu avant la libération du camp de concentration de Ravensbrück par l'Armée rouge, elle est évacuée vers la Suède par la Croix-Rouge suédoise fin avril 1945 (campagne « Bernadotte »). Peu de temps après, elle revient au Luxembourg.
Son journal commencée à son arrivée à Ravensbrück est l'un des rares documents originaux récupérés du camp de concentration de Ravensbrück.
Elle est l'une des cofondatrices de l'association féminine Union des femmes luxembourgeoises (UFL) en 1945, qu'elle présidera plus tard. Elle demeure membre active du parti communiste et s’engage jusque dans les années 1990 pour des causes sociales.